# 中部短歌会
中部短歌会（ちゅうぶたんかかい）は、名古屋市に本部を置く、日本の短歌結社。毎月、歌誌『短歌』を発行する。

## 歴史
- 1923年（大正12年）2月1日、「名古屋短歌会」の名称で、浅野保、春日井瀇、三田澪人らによって創設される。浅野は「心の花」、春日井は「潮音」、三田はアララギ系出身。この党派を超えた気風は現在も受け継がれている。初代発行人は高木友三。
- 1928年（昭和3年）、編集発行人は浅野保になる。
- 1941年（昭和16年）、歌誌統合の情勢の中、名称を「中部短歌会」と改め、三田澪人が発行人となる。
- 1944年（昭和19年）、戦時下において旧派和歌の「国の花」に統合される。
- 1946年（昭和21年）、8月に復刊。
- 1949年（昭和24年）、三田は退会し歌誌「暦象」を創刊。この頃から実質的な主宰者は浅野保となる。
- 1955年（昭和30年）、浅野の急逝により、編集発行人を春日井瀇が引き継ぐ。それに伴い、超結社から結社に移行する。
- 1979年（昭和54年）、春日井瀇の逝去にともない、春日井建が編集発行人を継承する。
- 1996年（平成8年）、塔短歌会に次いでホームページ開設。短歌結社としては初のネット歌会を開催。
- 2004年（平成16年）5月、春日井建の逝去により、大塚寅彦が編集発行人を継承する。
- 2008年（平成20年）、歌誌『短歌』は10月号で通巻1000号を達成。
- 2010年（平成22年）3月、電子書籍に対応し、ホームページ上でPDFによる初の歌誌(見本誌)公開をする。

## 選者
大塚寅彦、菊池裕、古谷智子、杉本容子。（2023年時点）

## 編集委員
大塚寅彦（編集発行人・主幹）、斎藤すみ子、杉本容子、古谷智子、川田茂、菊池裕、佐野美恵、村井佐枝子。（2023年時点）

## 現在と過去
現在の編集発行人は大塚寅彦である。大塚体制発足後、現在の選者、編集委員が決定された。別に会務、編集補助などを数名の同人・会員が務めている。
中部短歌会の会員は、「同人」・「準同人」・「会員」の三つの区分に分かれる。
顕彰制度として、同人を対象にした短歌賞、準同人・会員を対象にした新人賞がある。その他、千号記念などの特別時は、結社の同人・会員を対象とした特別作品コンクールが開かれる。
『現代短歌の鑑賞101』（小高賢・編著）では「東声」系の結社として紹介されているが、事実誤認である。中部短歌会は、1923年に超結社同人誌を発行する団体として発足しており、「心の花」・「潮音」・「覇王樹」・「アララギ」等、多数の結社所属の歌人が在籍、投稿していたため、当初は特定の系列でなかった。そして、厳密に言えば、三田澪人と浅野保を失って、「潮音」出身の春日井瀇が主宰になった時点で1955年に結社化したわけであるから、結社としては「潮音」系というべきである。ただし、歴史的経緯から、会としては特定の主義主張を持たない自由な気風がある。
歌誌の名称は『短歌』であるが、角川書店の総合誌に同名の『短歌』があるため、所属誌名を『中部短歌』と書く所属歌人が多い。なお、『短歌』の名称は、中部短歌会の方が古くより使用しており、角川書店は同会の了承を得たうえで同名の総合誌を創刊したという経緯がある。
かつて所属していた歌人にリカキヨシ、水原紫苑、喜多昭夫、黒瀬珂瀾、都築直子らがいる。古くは、出口王仁三郎（宗教家）が投稿していたこともある。また、黎明時には、若山牧水、太田水穂、佐佐木信綱、川田順等も歌会等に出席ないし参加したり、助言したりし、会の発展に深く関わっていた。